# Bandera de Sant Llorenç de Morunys
La bandera oficial de Sant Llorenç de Morunys té la següent descripció:
Bandera apaïsada de proporcions dos dalt per tres de llarg, vermella, amb un pal negre, de gruix 1/9 la llargària del drap, i el card de tres flors groc de l'escut, d'amplada 1/6 de la llargària del drap i d'altura 1/3 de la del mateix drap, al centre de cada part vermella.
Va ser aprovada el 6 de febrer de 1998 i publicada en el DOGC el 6 de març del mateix any amb el número 2593.